# Schoenus nudifructus
Schoenus nudifructus là loài thực vật có hoa trong họ Cói. Loài này được C.Chen miêu tả khoa học đầu tiên năm 1961.